# هاگندانژ
هاگندانژ (به فرانسوی: Hagondange) یک کمون در فرانسه است که در Canton of Maizières-lès-Metz واقع شده‌است.

## خصوصیات
هاگندانژ ۵٫۵ کیلومترمربع مساحت و ۹٬۰۵۳ نفر جمعیت دارد.